# جوردن ميلس
جوردن ميلس (بالإنجليزية: Jordan Mills)‏ هو لاعب كرة قدم أمريكية أمريكي، ولد في 24 ديسمبر 1990 في ثيبودوكس في الولايات المتحدة.

## وصلات خارجية
- جوردن ميلس على موقع مرجع كرة القدم المحترفة.كوم (الإنجليزية)